# Малль, Жоэль
Жоэ́ль Ив Малль (нем. Joël Yves Mall; род. 5 апреля 1991 года, Баден, Аргау, Швейцария) — швейцарский и кипрский футболист, выступающий на позиции вратаря в футбольном клубе «Серветт» и сборной Кипра. Ранее играл за юношескую сборную Швейцарии до 20 лет.

## Карьера
Воспитанник футбольного клуба «Арау». Занимался в молодёжном составе клуба с 2005 по 2008 годы. Затем подписал профессиональный контракт с клубом и перешёл во взрослый состав. В Швейцарской Суперлиге дебютировал 21 марта 2010 года в выездном матче против «Ксамакс». Малль привлёк внимание СМИ в ноябре 2014 года. В частности, отличился в матче против «Цюриха» двумя блестящими «сэйвами»: «Цюрих» заработал пенальти, удар выполнял Амин Шермити. Малль отразил первый удар, мяч отскочил обратно к Шермити. Последовал второй выстрел по воротам, но Малль опять отразил удар. Мяч снова отскочил к Шермити, последовал и третий удар, но этот удар уже заблокировал защитник Игор Н’Ганга. Выступал в клубе до конца сезона 2014/15.
В 2012 году сыграл 5 матчей за юношескую сборную Швейцарии до 20 лет.
В июне 2015 года Малль перешёл в «Грассхоппер», подписав с клубом двухлетний контракт.